# 君主配偶
君主配偶是指通過與君主結婚得到皇族身份者，同時也是皇室配偶。因應各國的習俗和個別情況，而不同。歷史上大部份君主國皆為父系社會，大部份君主為男性，因此君主配偶亦以女性為多，加上歷史上大部份皇室實行一夫多妻制，各地男性君主的妻妾也有多種不同的稱號。而女性君主的丈夫有些被封為皇族，但有些則不被視為皇室成員。
一般情況下，君主配偶即使得到和君主同等位階與頭銜，君主權力卻並不共享，但有些君主配偶在國家君主空位期攝政，為實際統治者。還有些是君主在位時參與朝政，甚至架空君主權力。但這些君主配偶嚴格而言仍只是配偶身份。而某些國家或時代有些君主配偶在君主駕崩後繼承王位，例如东罗马帝国的伊琳娜女皇本是皇帝利奧四世的皇后，在丈夫駕崩後與兒子成為共治皇帝。而摩納哥親王國唯一的女性君主、路易絲-希波莉特的丈夫瓦朗斯公爵雅克在妻子死後繼承了王位成為摩納哥親王。

## 男性君主的女性配偶

### 一夫一妻制
實行一夫一妻制國家中，男性君主之妻一般得到與丈夫同等級的頭銜，例如皇帝（Emperor）之妻封皇后（Empress Consort），國王（King）之妻封王后（Queen Consort），親王（Prince）之妻封親王妃（Princess Consort）等。歐洲國家中，由於傳統上為各國王室聯姻，男性君主如非娶他國王族女性，而是娶平民或國內較低階貴族等非王族出身的女性為妻，該女性可能只能得到較低的頭銜，這種情況稱為貴賤通婚。

### 一夫多妻制
在一夫多妻制國家中，君主可以有多名配偶。而在有嫡庶之分的皇室制度中，君主除正室外還有多名不同等級的妾室，除了正室可以得到和君主等級相應的位號外，其餘君主配偶如經過冊封，可得到妃嬪地位，但有些君主妾室並未冊封為妃嬪。

#### 正室法定稱號
無嫡庶之分的一夫多妻制國家中，君主所有妻子為地位相同，元配與平妻皆被冊立為與丈夫的等級相應的位號。而在有嫡庶之分的國家裡，正室的法定位號與丈夫的等級相應，以漢字文化圈為例，中國、越南、大韓帝國皇帝、日本天皇之正室為皇后，朝鮮國王之正室為王后，琉球國王之正室為王妃。但並不是所有正室皆必然得到冊立為法定正室位號。在部份國家或時代規定正室在生前只能封為較低的配偶位號，死後才追封為與君主同等的位號。例如朝鮮王朝規定國王正室生前只封王妃，死後再追封王后。越南阮朝規定皇帝正室生前只封妃嬪，最高為皇貴妃。亦有些地區或時代規定君主即位前的正室在君主即位後先冊封為妃嬪，一段時間後才冊立為皇后、王后或王妃。還有是君主即位後不以即位前的正室為法定正室，而是另立她人為皇后、王后或王妃。
部份地區或時代的君主同時有多名有法定正室位號的妻子，有些會在皇后、王后、王妃等正室位號的基礎上再細分。例如北周宣帝宇文贇就同時有五位皇后，以不同的徽號區分。蒙古帝國的皇帝亦有並后情況，其後宮制度是把后妃分為若干斡兒朵，各斡兒朵有一至多名皇后，當中又以第一斡兒朵的地位最高。高句麗的王后則分為大和小兩等。越南部份朝代也有並后情況，以正宮皇后為最尊。日本天皇的法定正室自平安時代中期起分為皇后和中宮兩個位號，中宮名義上次於皇后，但此位號有等同皇后的意思，故稱為二后並立，而三后並立時則把名義上地位最高者稱為大后，然後是皇后、中宮。鄂圖曼帝國的蘇丹也同時有多名正室。

#### 側室稱號
君主經冊封的側室稱為妃嬪，又可再細分為不同的等級和位號。也有一些側室未獲冊封，只是在宮中得到皇族待遇。

## 女性君主的男性配偶
女性君主的丈夫一般被稱為王夫（prince consort），在某些國家會得到王室配偶身份，但也有一些國家因為只把男性皇胤的配偶視為族內，而女性皇胤之夫則視為族外，不具皇族身份。王位亦以父系繼承為主，女性君主亦較少出現，大部份國家的典章制度皆沒有規定如何冊封女性君主之夫。因應女性君主本身的頭銜以及各國制度，女性君主的丈夫實際位號也有不同。
有些國家的女性君主之夫會得到與妻子相等的位號，如女皇帝（Empress Regnant）之夫封為配皇帝（Emperor Consort），女王（Queen Regnant）之夫封為配國王（King Consort），女親王（親王國女性君主）之夫封配親王等（Prince Consort）。但大部份君主制國家皆為父系社會，有不同程度的男尊女卑觀念，男性往往比同一社會階層的女性地位高。當女性為君主時，為了維持女性君主的權威，往往把女性君主的丈夫冊封為較其妻低的位號，例如女王之夫只封為配親王，如丹麥女王瑪格麗特二世之夫。有些女性君主之夫甚至沒有任何皇室配偶位號。例如英國女王伊丽莎白二世丈夫菲利普·蒙巴顿，在女王登基後的最高位號為親王而非配親王。
一夫多妻制國家中女性君主，若在位時有配偶，則經常為其夫的唯一配偶，例如越南李朝女皇帝李昭皇下嫁陳煚，陳煚被封為駙馬，本來駙馬並沒有皇族身份，但由於他是入贅皇室，故得到皇族身份。亦有些地區的女性君主在位時皆是獨身或喪偶，這種情況下也沒有因成為女性君主之夫而晉升皇族的男性，例如日本的女性天皇。還有一種情況是女性可以擁有多個丈夫的情況下，其正夫以君主配偶身份得到與妻子相等的位階，見於實行對偶婚的新羅時代。例如善德女王在位時的正夫金龍春在逝世後獲追尊君主稱號為文興王，但另外幾位宗室出身的丈夫，包括登基前的元配正夫飲葛文王、在位時的副夫欽飯、乙祭皆沒有因成為王夫而得到的位號。而後來的真聖女王之夫金魏弘也被追尊為君主，稱為惠成王。

## 先朝君主配偶

### 女性君主鰥夫
女性君主之夫在妻子死後會保留皇族身份，被冊封位號者會終身保留位號，其子女若繼承王位，會因應其位號封為王父太王（King Father）或王父親王（Prince Father）。